# Karl-Wrba-Hof
Der Karl-Wrba-Hof ist eine städtische Wohnhausanlage im 10. Wiener Gemeindebezirk Favoriten.
Er befindet sich zwischen Sahulkastraße, Neilreichgasse und Sibeliusstraße, im Osten begrenzt von Vivaldi- und Kornauthgasse.

## Geschichte
Der Gemeindebau wurde in den Jahren 1972–1982 errichtet und verfügt über 1.048 Wohnungen. Auf dem Areal des heutigen Gemeindebauses stand bis zum Jahre 1972 eine Kleingartensiedlung. Der Städteplaner Rupert Falkner war federführender Architekt und übernahm die Architekturleitung. Insgesamt arbeiteten acht Architekten an der Realisierung des Projektes. Der Hof wurde nach Karl Wrba (1900–1973), dem langjährigen Bezirksvorsteher von Favoriten benannt.

## Baubeschreibung

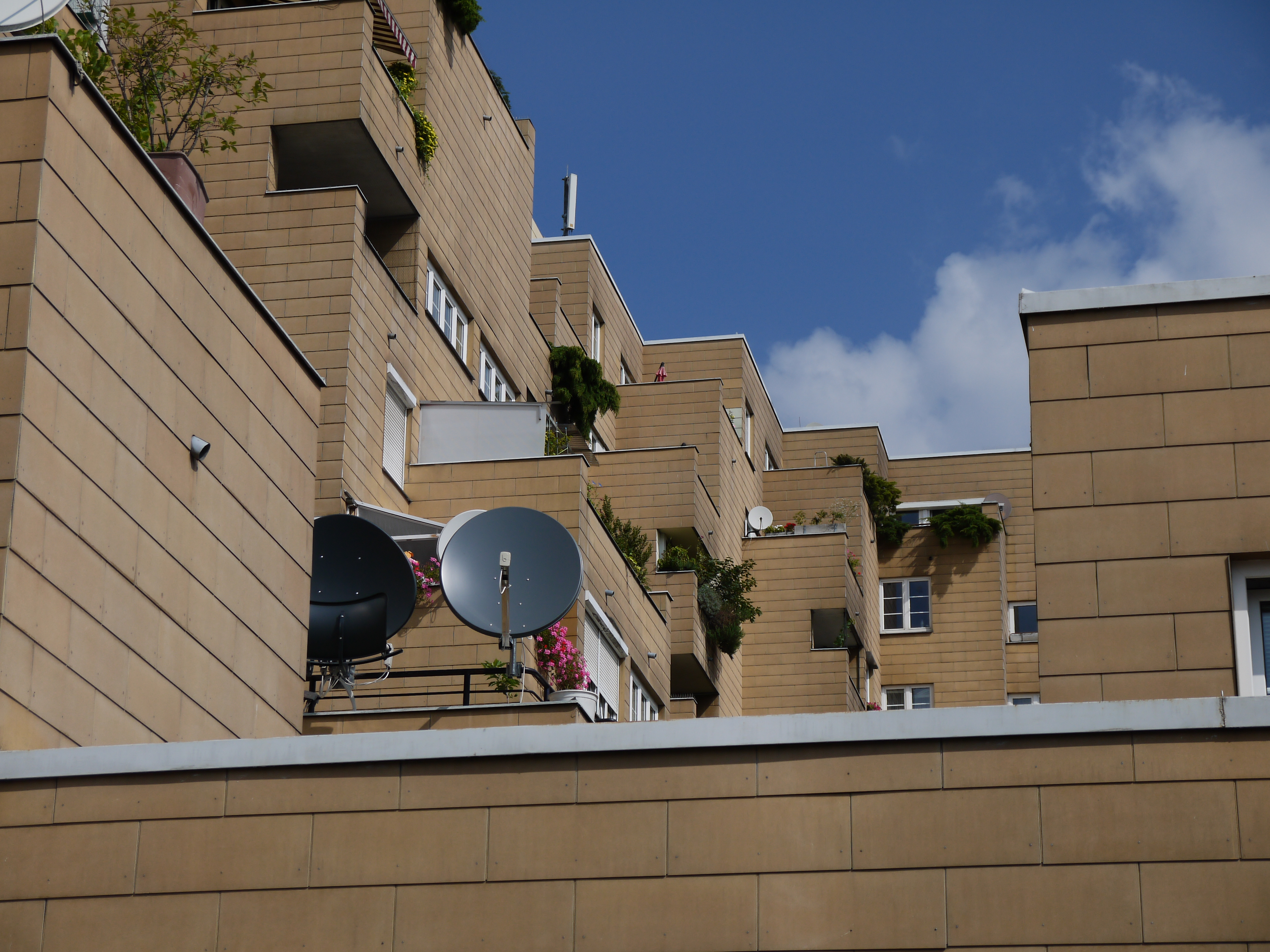
Die für den Bau typischen Terrassen

Der Karl-Wrba-Hof besteht aus 35 Stiegen in unterschiedlichen Bauhöhen (bis zu acht Stockwerken). Die durchschnittliche Wohnungsgröße liegt bei ungefähr 83 m². Es leben 3.028 Menschen (1.566 Frauen und Mädchen und 1.462 Männer und Buben) in diesem Hof (Stand vom 31. Dezember 2006).
Diesen Gemeindebau zeichnen eine Vielzahl von Flachbauten (vor allem in den Innenhöfen), Balkonen, Loggien und Terrassen aus. Ein weiteres Markenzeichen sind die gelblich-beigen Eternitfassaden, die dem Bau den Spitznamen „Senfbauten“ einbrachte. Ein Hof geht in den anderen über. Durchgänge, Gassen, Stiegen, Rampen und Arkaden verbinden die einzelnen Teile der Anlage miteinander.

## Infrastruktur
Im Norden des Hofes (Sahulkastraße) sind ein Ärztezentrum, ein Supermarkt, eine Trafik, ein Gemischtwarenhandel, zwei Lokale und ein Friseursalon angesiedelt. 
Weiters befinden sich eine Volksschule mit einem großen, umzäunten Spiel- und Sportplatz, ein Kindertagesheim der Stadt Wien mit einem großen Garten und ein Kindertagesheim der Kinderfreunde mit eigenem Grünbereich vor Ort. In der Wohnhausanlage liegen einige (Klein-)Kinderspielplätze und ein großzügig angelegter Spiel- und Sportplatz.
Der Gemeindebau ist gut an das öffentliche Verkehrsnetz angebunden. Über die Straßenbahnlinie 11 und die Buslinie 66A ist der Reumannplatz (U-Bahn U1) in kurzer Zeit erreichbar.